# Gabriel Lalemant
San Gabriel Lalemant (París, Francia, 3 de octubre de 1610 - Misión de St. Ignace II, Tay, Ontario, Canadá, 17 de marzo de 1649)  es un santo patrón de Canadá y mártir jesuita. Es uno de los misioneros mártires de Norteamérica de entre 1642 y 1649. De ellos, cinco fueron martirizados en Canadá y tres en el Estado de Nueva York, Estados Unidos.

## Biografía
Gabriel Lalemant nació en París el 31 de octubre de 1610. Fue el hijo de un jurista francés y su esposa. Fue el tercero de seis hijos, cinco de los cuales se hicieron religiosos. Dos tíos de Gabriel fueron jesuitas que estuvieron en Nueva Francia: Carlos Lalemant, primer superior de las misiones jesuitas en Canadá, y Jerónimo Lalemant, vicario general de Quebec.
En 1630 se hizo jesuita y en 1632 hizo voto de misionero. Fue profesor de Filosofía en el Colegio de Moulins de 1632 a 1635. Estudió Teología en Bourges de 1635 a 1639. Fue ordenado sacerdote en 1638. Enseñó en tres escuelas diferentes.
En septiembre de 1646 llegó a la ciudad de Quebec donde pasó los primeros meses estudiando el idioma y las costumbres de los hurones. El sacerdote François-Joseph Bressani, compañero misionero en Nueva Francia, se refirió a él como un hombre de constitución débil. Durante los primeros dos años, Gabriel trabajó en los alrededores de Quebec y en el lugar de comercio de Trois Rivières, referido en inglés como Three Rivers. En septiembre de 1648 fue enviado a Wendake, territorio de los hurones, como ayudante del sacerdote Juan de Brébeuf, y fue enviado a la Misión de Sainte-Marie-au-pays-des-Hurons. En febrero de 1649 reemplazó a Natalio Chabanel en la Misión de St. Louis.
En marzo de 1649, cuando muchos de los guerreros hurones estaban fuera, 1200 iroqueses atacaron el asentamiento de Saint-Ignace II. Un grupo de supervivientes escapó a Saint-Louis. Los ochenta guerreros hurones lucharon para intentar retrasar a los atacantes, tratando de permitir que huyesen los ancianos, las mujeres y los niños. Lalemant y Brébeuf permanecieron con los guerreros y fueron capturados y llevados a la misión cercana en Saint-Ignace. Ambos fueron torturados antes de ser asesinados: Juan de Brebeuf fue asesinado el 16 de marzo de 1649 y Gabriel Lalemant fue asesinado el 17 de marzo de 1649.
Fue canonizado el 29 de junio de 1930 por el papa Pío XI junto con otros 7 mártires jesuitas de Canadá.
Tras la retirada del grupo de guerreros iroqueses del lugar el 19 de marzo, siete franceses fueron a Saint-Ignace II a recuperar los cuerpos de los jesuitas y los hurones. Fueron enterrados en la Misión de Sainte-Marie. Huesos de estos dos santos se llevaron a la ciudad de Quebec como reliquias. En la actualidad, el Santuario de los Mártires de Midland, Ontario, alberga reliquias de  Juan de Brébeuf, Gabriel Lalemant y Carlos Garnier.
Gabriel Lalemant fue beatificado, con el resto de los mártires jesuitas de aquella época, por el papa Pío XI el 21 de junio de 1925 y fue canonizado junto con el resto el 29 de junio de 1930.
Su apellido aparece escrito como Lallemant o Lalemant en diferentes fuentes referenciales.

## Compañeros Mártires
- Juan de Brébeuf
- Isaac Jogues
- Natalio Chabanel
- Gabriel Lalemant
- Antonio Daniel
- Renato Goupil
- Carlos Garnier
- Juan de Lalande